# Yūkoku ou Rites d'amour et de mort
Pour plus de détails, voir Fiche technique et Distribution.
Yūkoku ou les Rites d'amour et de mort (憂國, Yūkoku, litt. Patriotisme) est un film en noir et blanc réalisé par Yukio Mishima, sorti en 1966 et adapté de la nouvelle homonyme 憂国 (Yūkoku) publiée en 1961.

## Synopsis
Le film est une déclinaison filmographique de la nouvelle Patriotisme (Yūkoku) écrite par l'écrivain en 1960 et publiée en 1961. L'histoire raconte le suicide par seppuku (éventration) d'un lieutenant japonais et de sa femme après l'échec du coup d’État fomenté par une faction militaire nationaliste le 26 février 1936.
Il met en scène pendant trente minutes les derniers instants du lieutenant Shinji Takeyama (Yukio Mishima), à la fois membre de la Garde impériale et de la société secrète à l'initiative du coup d’État, et de sa femme Reiko (Yoshiko Tsuruoka). Devant le dilemme posé par l'échec du coup perpétré par ses camarades officiers qu'il doit désormais combattre et la fidélité à l'empereur du Japon, le lieutenant n'a qu'un seul choix pour conserver son honneur : accomplir le suicide rituel (seppuku) des anciens samouraïs. Il accomplit ce geste après une dernière étreinte amoureuse avec Reiko, l'épouse fidèle qui va le suivre dans la mort.
Le court métrage est divisé en cinq chapitres comme dans la nouvelle.

### Partie 1:Reiko
Dans cette première partie, Reiko reçoit la visite de fantômes et d'images étranges.

### Partie 2:Le Retour du lieutenant
Le lieutenant Shinji Takeyama est de retour chez lui. Il salue et embrasse sa femme.

### Partie 3:L'Amour final
Shinji et Reiko se reposent, nus. À un moment, cette dernière tourne la tête vers un sabre. C'est alors qu'une idée leur vient en tête : celle de s'éventrer. Avant, ils vivent leur amour pour la dernière fois.

### Partie 4:Le lieutenant commet lehara-kiri
Cette partie met en scène le suicide par éventration de Shinji, après avoir fait ses adieux à sa femme. C'est en déboutonnant sa tenue de lieutenant qu'il met alors fin à ses jours.

### Partie 5:Le Suicide de Reiko
Effondrée par la mort de Shinji, Reiko met elle aussi fin à ses jours, après avoir couvert le corps de son mari.

### Partie 6:Épilogue
Les deux corps, dans une image familière du double suicide (Shinjū), se retrouvent unis sur un sol de sable de jardin zen.

## Style et esthétique
Le film ne comprend aucun dialogue. Il est entrecoupé de longs intertitres qui permettent de saisir le déroulement de l'histoire et son arrière-plan historique. Il est tourné en noir et blanc. D'une esthétique froide, érotisée et stylisée, le film contient des références visuelles au théâtre Nô, ce qui est explicitement indiqué dans le générique du début. La scène principale se déroule dans une seule pièce devant une imposante calligraphie murale signifiant « sincérité absolue ». Cette dernière reflète l'éthique du code d'honneur du samouraï que Mishima entend promouvoir. La musique lyrique de Tristan et Isolde de Richard Wagner, dans une version orchestrale de 1936, soutient le film. De l'ensemble se dégage une grande théâtralité.

## Fiche technique
- Titre japonais : 憂國 (Yūkoku?, litt. Patriotisme)
- Titre anglais : Yūkoku or the Rite of Love and Death
- Titre français : Yūkoku ou Rites d'amour et de mort
- Titre français alternatif : Patriotisme - Rites d’amour et de mort[3]
- Réalisateur : Yukio Mishima
- Scénario : Yukio Mishima
- Producteur : Yukio Mishima
- Dirigé par : Yukio Mishima
- Producteur associé : Hiroaki Fujii
- Réalisateur associé : Masaki Domoto
- Directeur de la photographie : Kimio Watanabe
- Musique : extrait du Tristan et Isolde de Richard Wagner (1936)
- Société de production : Tōhō
- Société de distribution : Art Theatre Guild
- Pays d'origine :  Japon
- Langue originale : japonais, muet
- Format : noir et blanc - 1,37:1 - 35 mm - son mono
- Genre : drame
- Durée : 28 minutes[4]
- Date de sortie :
  - Japon : 12 avril 1966[4],[5]
- Sorties en vidéo :
  - Japon : 28 avril 2006[5]
  - France : 4 novembre 2008[6]

## Distribution
- Yukio Mishima : Shinji Takeyama
- Yoshiko Tsuruoka : Reiko

## Autour du film

### Interprétation et redécouverte
Le film que l'on croyait être une critique du rituel sanglant du seppuku n'était en réalité que la mise en scène prémonitoire du suicide de l'écrivain le 25 novembre 1970 après sa propre tentative de coup d'état dans le quartier général des forces japonaises d'autodéfense à Ichigaya, quartier de Shinjuku à Tokyo. La mise en scène présente néanmoins des ambiguïtés soulignées par Stéphane Giocanti : l'image idéalisée du culte du guerrier est fortement mise à mal par le réalisme cru du seppuku qui contrevient à la tradition. Le rôle important de l'épouse qui ouvre et ferme la scène ne correspond également pas au rituel traditionnel. Elle assiste son mari pendant le seppuku, l'aide à se trancher la gorge puis se suicide elle-même après avoir embrassé une dernière fois son époux déjà mort. Paradoxalement, Mishima en a fait ainsi le personnage central de son film.
Après le suicide de Mishima, Yōko Mishima, l'épouse de l'écrivain, fit interdire et détruire le film,. En 2005, soit trente-cinq ans plus tard, des négatifs du moyen métrage furent découverts dans une boîte à thé dans la demeure de l'écrivain. Le film fut édité en 2006 en DVD au Japon puis en 2008 aux États-Unis et en Europe.
En 2012, le compositeur américain Aaron Embry proposa une interprétation musicale intéressante du film de Mishima. Sa musique y est lancinante et se transforme en un cœur qui bat lorsque le lieutenant japonais se suicide. Elle s'efface au début du cinquième chapitre pour reprendre sa marche lancinante et irréelle.

## Édition DVD collector française
- Yûkoku : Rites de mort et d'amour[6]
- Durée du DVD : 38 minutes
- Compléments :
  - Entretien audiovisuel (inédit) par Jean-Claude Courdy (1966, 9 minutes 30 secondes)
  - Livret par Stéphane Giocanti (32 pages illustrées)
  - Livre "Patriotisme" et autres nouvelles de Yukio Mishima (127 pages - Édition Folio/Gallimard)